# Gällivare
Gällivare (északi-számiul Jiellevárri/Váhčir, lulei-számiul Váhčer, finnül Jällivaara, meänkieliül Jellivaara) város az észak-svédországi Norrbotten megyében. Gällivare község székhelye.
Az eredeti lulei számi neve (1673-ban Gillewara) mellett feltűnt a Váhčer / Váhčir név is. a lakosság egy része finn nyelvű, míg vannak itt meänkieli nyelvű, valamit északi számi és lulei számi beszélők is, így a település ötnyelvű (a rádió is öt nyelven sugároz).

## Városrészek
- Granbacka
- Myråsen
- Vassaratorget (Centrum)
- Silfwerbrandshöjden
- Nunisvaara
- Nuolajärvi
- Malmheden
- Heden
- Andra Sidan
- Vouskon (Blockis)
- Mariaområdet (Muddus)
- Hägern
- Forsheden
- Apelquistheden
- Fjällnäs

## Közlekedés
Gällivare vasúti csomópont: itt találkozik az ország belsején észak–déli irányban végigfutó Inlandsbanan vasútvonal és a Botteni-öbölt az Atlanti-óceánnal összekötő Malmbanan vasútvonal.
A várost érinti az E10-es főút.

## Személyek
- Robert ”Robinson-Robban” Andersson
- Petra Brylander színésznő
- Thomas Fogdö alpesi síző
- Göran Gustafsson üzletember (Sko-Göran)
- Håkan Larsson kosárlabdázó
- Bo Johansson üzletember (Obol)
- Johanna Mattson
- Sofia Mattsson
- Martin Suorra
- Curt Bergfors a Max-hamburgercég alapítója
- Tommy Holmgren (1959–) válogatott labdarúgó (IFK Göteborg)
- Tord Holmgren (1957–) válogatott labdarúgó (IFK Göteborg)

## Fordítás
- Ez a szócikk részben vagy egészben  a   Gällivare című svéd Wikipédia-szócikk ezen változatának fordításán alapul.  Az eredeti cikk szerkesztőit annak laptörténete sorolja fel. Ez a jelzés csupán a megfogalmazás eredetét és a szerzői jogokat jelzi, nem szolgál a cikkben szereplő információk forrásmegjelöléseként.
- Ez a szócikk részben vagy egészben  a   Gällivare című finn Wikipédia-szócikk ezen változatának fordításán alapul.  Az eredeti cikk szerkesztőit annak laptörténete sorolja fel. Ez a jelzés csupán a megfogalmazás eredetét és a szerzői jogokat jelzi, nem szolgál a cikkben szereplő információk forrásmegjelöléseként.